# 후쿠다 야스오 내각 (개조)
후쿠다 야스오 개조내각(일본어: 福田康夫改造内閣)은  후쿠다 야스오가 제91대 내각총리대신으로 임명되어, 2008년 8월 2일부터 2008년 9월 24일까지 존재한 일본의 내각이다.

## 개요
후쿠다 정권 초기의 내각 개조에 의해서 발족한 내각이며 2008년 8월 1일에 각료 명단이 발표됐고 이튿날에 정식으로 발족했다. 내각 개조 전과 마찬가지로 자유민주당과 공명당의 연립 내각이다. 내각 개조 후에 가진 기자회견에서 후쿠다는 이 내각을 ‘안심 실현 내각’(安心実現内閣)이라고 이름을 붙였다.
자유민주당의 모든 파벌에 각료나 당 임원 등의 자리를 배분했다. 노다 세이코 소비자상이나 호리 고스케 자유민주당 정조회장 등 우정민영화에 반대했던 인물들도 기용됐고 거당 체제에 배려한 인사로 보인다. 또한 중요 시책을 맡고 있는 후생노동성의 부대신으로 가모시타 이치로를 기용하는 등 각료 경험자 두 사람을 부대신으로 임명했다.

## 국무대신
| 직책                                                                               | 성명 | 성명                | 소속                           | 특기 사항                            | 비고                  |
| ---------------------------------------------------------------------------------- | ---- | ------------------- | ------------------------------ | ------------------------------------ | --------------------- |
| 내각총리대신                                                                       |      | 후쿠다 야스오       | 중의원 자유민주당 (무파벌)     |                                      | 자유민주당 총재       |
| 총무대신 내각부 특명담당대신 (지방 분권 개혁 담당)                                 |      | 마스다 히로야       | 민간                           | 도주제 담당 지방 재생 담당           | 전 이와테현 지사 유임 |
| 법무대신                                                                           |      | 야스오카 오키하루   | 중의원 자유민주당 (야마사키파) |                                      |                       |
| 외무대신                                                                           |      | 고무라 마사히코     | 중의원 자유민주당 (고무라파)   |                                      | 유임                  |
| 재무대신                                                                           |      | 이부키 분메이       | 중의원 자유민주당 (이부키파)   |                                      |                       |
| 문부과학대신                                                                       |      | 스즈키 쓰네오       | 중의원 자유민주당 (아소파)     | 국립국회도서관 연락조정위원회 위원   |                       |
| 후생노동대신                                                                       |      | 마스조에 요이치     | 참의원 자유민주당 (무파벌)     |                                      | 유임                  |
| 농림수산대신                                                                       |      | 오타 세이이치       | 중의원 자유민주당 (고가파)     |                                      | 2008년 9월 19일 사임  |
| 농림수산대신                                                                       |      | (마치무라 노부타카) | 중의원 자유민주당 (마치무라파) | (임시 대리)                          | 2008년 9월 19일 지정  |
| 경제산업대신                                                                       |      | 니카이 도시히로     | 중의원 자유민주당 (니카이파)   |                                      |                       |
| 국토교통대신                                                                       |      | 다니가키 사다카즈   | 중의원 자유민주당 (고가파)     | 관광입국 담당 해양 정책 담당         |                       |
| 환경대신                                                                           |      | 사이토 데쓰오       | 중의원 공명당                  |                                      |                       |
| 방위대신                                                                           |      | 하야시 요시마사     | 참의원 자유민주당 (고가파)     |                                      |                       |
| 내각관방장관                                                                       |      | 마치무라 노부타카   | 중의원 자유민주당 (마치무라파) |                                      | 유임                  |
| 국가공안위원회 위원장 내각부 특명담당대신 (오키나와 및 북방 대책 담당) (방재 담당) |      | 하야시 모토오       | 중의원 자유민주당 (야마사키파) |                                      |                       |
| 내각부 특명담당대신 (금융 담당)                                                    |      | 모테기 도시미쓰     | 중의원 자유민주당 (쓰시마파)   | 행정개혁 담당 공무원 제도 개혁 담당  |                       |
| 내각부 특명담당대신 (경제 재정 정책 담당) (규제 개혁 담당)                         |      | 요사노 가오루       | 중의원 자유민주당 (무파벌)     |                                      |                       |
| 내각부 특명담당대신 (과학 기술 정책 담당) (식품 안전 담당)                         |      | 노다 세이코         | 중의원 자유민주당 (무파벌)     | 소비자 행정 추진 담당 우주 개발 담당 |                       |
| 내각부 특명담당대신 (저출산 대책 담당) (남녀 공동 참가 담당)                       |      | 나카야마 교코       | 참의원 자유민주당 (마치무라파) | 납치 문제 담당 공문서 관리 담당      |                       |

- 2008년 8월 2일 임명.
- 내각 조성 당시의 평균 연령 : 62세
- 최고령 : 72세(후쿠다 야스오)
- 최연소 : 47세(하야시 요시마사)
- 오타 세이이치가 2008년 9월 19일 부로 농림수산대신직에서 물러남
- 마치무라 노부타카가 농림수산대신 임시 대리를 2008년 9월 19일 부로 취임

## 내각관방부장관·내각법제국 장관
| 직책            | 성명              | 담당      | 주요 경력                       | 비고 |
| --------------- | ----------------- | --------- | ------------------------------- | ---- |
| 내각관방부장관  | 시오노야 류       | 정무 담당 | 중의원 / 자유민주당(마치무라파) |      |
| 내각관방부장관  | 이와키 미쓰히데   | 정무 담당 | 참의원 / 자유민주당(마치무라파) | 유임 |
| 내각관방부장관  | 후타하시 마사히로 | 사무 담당 |                                 | 유임 |
| 내각법제국 장관 | 미야자키 레이이치 |           |                                 | 유임 |

- 2008년 8월 2일 임명.

## 내각총리대신 보좌관
| 직책                | 성명            | 담당           | 소속                            | 비고 |
| ------------------- | --------------- | -------------- | ------------------------------- | ---- |
| 내각총리대신 보좌관 | 이토 다쓰야     | 사회 보장 담당 | 중의원 / 자유민주당(쓰시마파)   | 유임 |
| 내각총리대신 보좌관 | 도카이 기사부로 | 교육 재생 담당 | 중의원 / 자유민주당(야마사키파) |      |

- 2008년 8월 26일 임명.

## 부대신
| 직책            | 성명              | 소속                            | 비고                |
| --------------- | ----------------- | ------------------------------- | ------------------- |
| 내각부 부대신   | 마스하라 요시타케 | 중의원 / 자유민주당(이부키파)   |                     |
| 내각부 부대신   | 미야자와 요이치   | 중의원 / 자유민주당(고가파)     |                     |
| 내각부 부대신   | 다니모토 다쓰야   | 중의원 / 자유민주당(마치무라파) |                     |
| 총무 부대신     | 이시자키 가쿠     | 중의원 / 자유민주당(마치무라파) |                     |
| 총무 부대신     | 구라타 마사토시   | 중의원 / 자유민주당(쓰시마파)   |                     |
| 법무 부대신     | 사토 다쓰오       | 중의원 / 자유민주당(야마사키파) |                     |
| 외무 부대신     | 이토 신타로       | 중의원 / 자유민주당(고무라파)   |                     |
| 외무 부대신     | 야마모토 이치타   | 참의원 / 자유민주당(마치무라파) | 2008년 9월 5일 퇴임 |
| 재무 부대신     | 다케시타 와타루   | 중의원 / 자유민주당(쓰시마파)   |                     |
| 재무 부대신     | 히라타 고이치     | 중의원 / 자유민주당(쓰시마파)   |                     |
| 문부과학 부대신 | 마쓰노 히로카즈   | 중의원 / 자유민주당(마치무라파) |                     |
| 문부과학 부대신 | 야마우치 도시오   | 참의원 / 자유민주당(야마사키파) |                     |
| 후생노동 부대신 | 가모시타 이치로   | 중의원 / 자유민주당(쓰시마파)   |                     |
| 후생노동 부대신 | 와타나베 다카오   | 참의원 / 공명당                 |                     |
| 농림수산 부대신 | 곤도 모토히코     | 중의원 / 자유민주당(고가파)     |                     |
| 농림수산 부대신 | 이시다 노리토시   | 중의원 / 공명당                 |                     |
| 경제산업 부대신 | 다카이치 사나에   | 중의원 / 자유민주당(마치무라파) |                     |
| 경제산업 부대신 | 요시카와 다카모리 | 중의원 / 자유민주당(쓰시마파)   |                     |
| 국토교통 부대신 | 가네코 야스시     | 중의원 / 자유민주당(야마사키파) |                     |
| 국토교통 부대신 | 가노 도키오       | 참의원 / 자유민주당(고가파)     |                     |
| 환경 부대신     | 요시노 마사요시   | 중의원 / 자유민주당(마치무라파) |                     |
| 방위 부대신     | 기타무라 세이고   | 중의원 / 자유민주당(고가파)     |                     |

- 2008년 8월 5일 임명.
- 외무 부대신인 야마모토 이치타가 9월 5일에 퇴임.

## 대신 정무관
| 직책                | 성명                | 소속                            |
| ------------------- | ------------------- | ------------------------------- |
| 내각부대신 정무관   | 우노 오사무         | 중의원 / 자유민주당(이부키파)   |
| 내각부대신 정무관   | 나미키 마사요시     | 중의원 / 자유민주당(마치무라파) |
| 내각부대신 정무관   | 마쓰나미 겐타       | 중의원 / 자유민주당(이부키파)   |
| 총무대신 정무관     | 사카모토 데쓰시     | 중의원 / 자유민주당(야마사키파) |
| 총무대신 정무관     | 스즈키 준지         | 중의원 / 자유민주당(마치무라파) |
| 총무대신 정무관     | 나카무라 히로히코   | 참의원 / 자유민주당(마치무라파) |
| 법무대신 정무관     | 하야카와 주코       | 중의원 / 자유민주당(마치무라파) |
| 외무대신 정무관     | 시바야마 마사히코   | 중의원 / 자유민주당(마치무라파) |
| 외무대신 정무관     | 니시무라 야스토시   | 중의원 / 자유민주당(마치무라파) |
| 외무대신 정무관     | 미노리카와 노부히데 | 중의원 / 자유민주당(무파벌)     |
| 재무대신 정무관     | 미쓰야 노리오       | 중의원 / 자유민주당(고가파)     |
| 재무대신 정무관     | 스에마쓰 신스케     | 참의원 / 자유민주당(마치무라파) |
| 문부과학대신 정무관 | 하기우다 고이치     | 중의원 / 자유민주당(마치무라파) |
| 문부과학대신 정무관 | 우키시마 도모코     | 참의원 / 공명당                 |
| 후생노동대신 정무관 | 가네코 젠지로       | 중의원 / 자유민주당(니카이파)   |
| 후생노동대신 정무관 | 도이다 도루         | 중의원 / 자유민주당(쓰시마파)   |
| 농림수산대신 정무관 | 에토 다쿠           | 중의원 / 자유민주당(이부키파)   |
| 농림수산대신 정무관 | 노무라 데쓰로       | 참의원 / 자유민주당(쓰시마파)   |
| 경제산업대신 정무관 | 다니아이 마사아키   | 참의원 / 공명당                 |
| 경제산업대신 정무관 | 마쓰무라 요시후미   | 참의원 / 자유민주당(쓰시마파)   |
| 국토교통대신 정무관 | 다니구치 가즈후미   | 중의원 / 공명당                 |
| 국토교통대신 정무관 | 니시메 고사부로     | 중의원 / 자유민주당(쓰시마파)   |
| 국토교통대신 정무관 | 오카다 나오키       | 참의원 / 자유민주당(마치무라파) |
| 환경대신 정무관     | 후루카와 요시히사   | 중의원 / 자유민주당(야마사키파) |
| 방위대신 정무관     | 다케다 료타         | 중의원 / 자유민주당(야마사키파) |
| 방위대신 정무관     | 기시 노부오         | 참의원 / 자유민주당(마치무라파) |

- 2008년 8월 6일 임명.

## 내각의 움직임

### 2008년

#### 8월
- 8월 2일 : 고쿄에서의 인증식을 마치고 후쿠다 야스오 개조내각이 정식으로 발족됨.
- 8월 10일 : NHK의 토론 프로그램 《일요토론》에 출연한 오타 세이이치 농림수산대신이 먹을거리의 안전 대책에 대한 질문에 대해 “소비자들이 시끄럽게 굴어서 우린 할 것이다”라고 발언, 그런 발언이 문제가 돼서 비판을 받게 됐는데 후쿠다도 “적절한 말은 아니었다”라고 오타를 비판.
- 8월 15일 : 후쿠다 야스오 정권 이후 처음으로 맞이한 종전기념일에 후쿠다 야스오 개조내각의 각료로서는 야스오카 오키하루 법무대신, 오타 세이이치 농림수산대신, 노다 세이코 소비자 대신 등 3명이 야스쿠니 신사에 참배, 더욱이 후쿠다와 마치무라 노부타카 내각관방장관은 미리 참배하지 않겠다는 입장을 밝힘.

#### 9월
- 9월 1일 : 후쿠다가 총리직 사임을 표명. 21시 30분부터 수상 관저에서 가진 긴급 기자회견에서 “지금 국민 생활을 생각했을 경우 (중략) 새로운 포진으로 정책을 실현하지 않으면 안 된다” 등과 내각 개조 후 국회에서 논전을 맞는 것 없이 내각 총사퇴하겠다는 입장을 표명했음.[2] 기자와의 질의응답에서 “아베 신조 전 총리도 갑작스럽게 그만두고 당신도 이런 식으로 그만두는 것에 대해 국민들 사이에서 정치에 대한 불신이 일어나는 것은 아닌가?”라는 질문에 “아베 전 총리는 건강상의 문제이지만 나는 앞으로의 정치를 생각한 상태에서 지난 주말에 결단했다”라는 이유를 말했음. 또한 마지막에 “총리의 회견이 마치 남의 일처럼 들리고, 오늘 퇴진 기자회견에서도 솔직하게 말해서 그런 식으로 들렸다”라는 기자의 말에 대해 “나는 자기 자신을 객관적으로 볼 수 있다. 당신과는 다르다.[3] 그런 것도 같이 생각해줬으면 좋겠다”라고 언짢은 듯한 반응을 보이며 기자회견을 마침.[4] 이러한 사임 표명을 받아들인 일본 상공회의소 오카무라 다다시 회장 등 재계 관계자도 “놀라움을 감출 수 없다”라고 말함.[5]
- 외무 부대신으로 있던 야마모토 이치타가 자유민주당 총재 선거에 출마 의향을 나타내면서 부대신 사임을 표했음, 9월 5일에 소집된 내각 회의에서 수락됨.[6]
- 9월 15일(EDT) : 미국의 금융 회사 리먼 브라더스가 파산 신청을 했음, 부채 총액은 6,130억 달러(당시 엔화로는 약 64조 5,000억 엔)이며 세계 금융 위기가 표면화됨.
- 9월 24일 : 임시 내각 회의에서 내각 총사퇴하기로 결정, 이것에 의해 후쿠다 야스오 내각은 막을 내림.

## 같이 보기
- 후쿠다 야스오 내각